# Communs
 (décembre 2018).
Si vous disposez d'ouvrages ou d'articles de référence ou si vous connaissez des sites web de qualité traitant du thème abordé ici, merci de compléter l'article en donnant les références utiles à sa vérifiabilité et en les liant à la section « Notes et références ».
Ne doit pas être confondu avec la notion de bien commun en philosophie ou la notion de biens communs en économie.

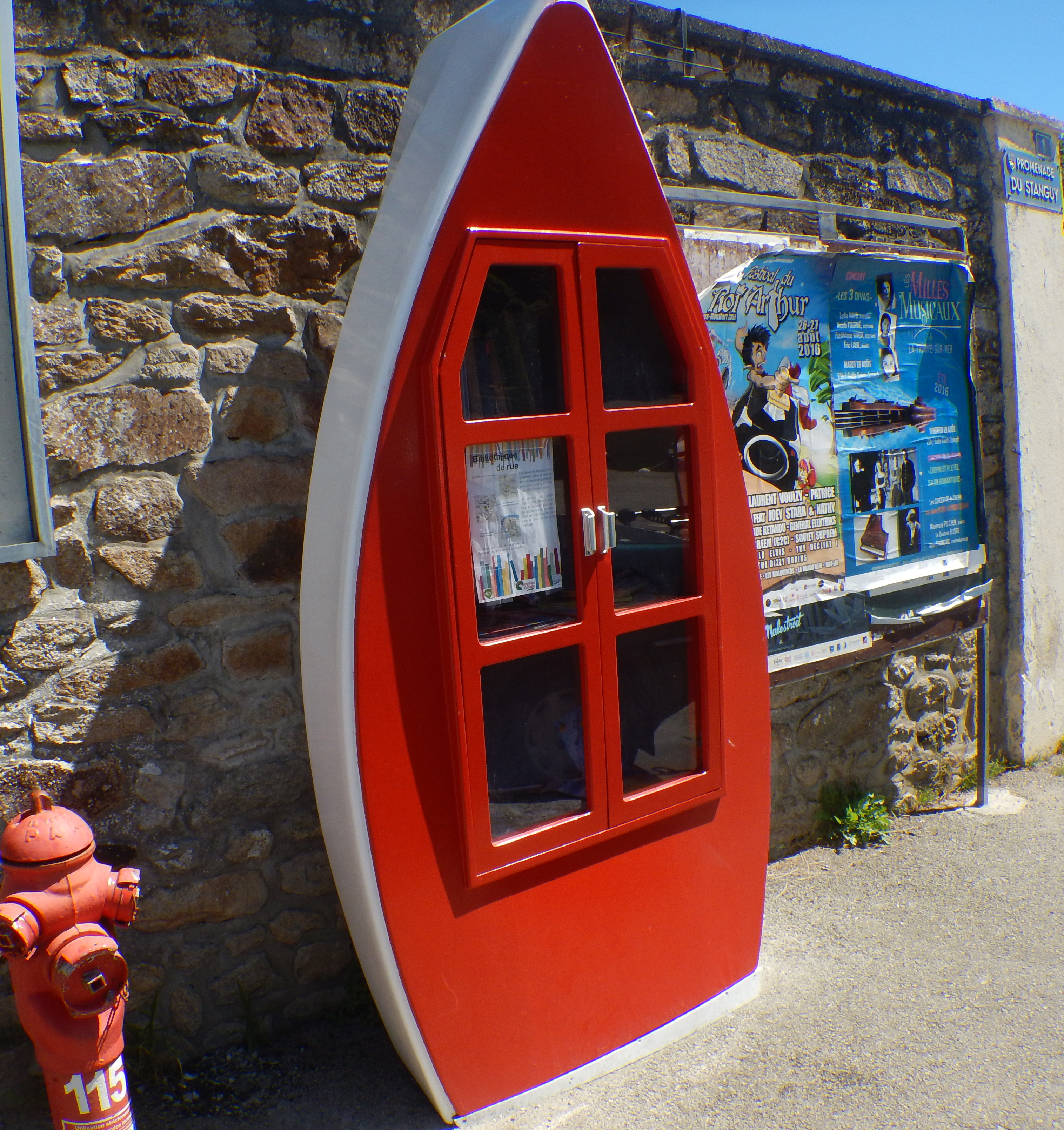
Exemple de bibliothèque partagée libre et gratuite, construite par les élèves d'un lycée pour y entreposer des livres librement apportés et librement empruntés (ici en 2016 sur le Port de Saint-Goustan, à Auray dans le Morbihan).

Les communs — en anglais : commons — sont des ressources partagées, gérées et maintenues collectivement par une communauté ; celle-ci établit des règles dans le but de préserver et pérenniser ces ressources tout en fournissant aux membres de cette communauté la possibilité et le droit de les utiliser, voire, si la communauté le décide, en octroyant ce droit à tous. Ces ressources peuvent être naturelles (une forêt, une rivière), matérielles (une machine-outil, une maison, une centrale électrique) ou immatérielles (une connaissance, un logiciel).
Les communs impliquent que la propriété n'est pas conçue comme une appropriation ou une privatisation, mais comme un usage, rejoignant la notion de possession exposée par Pierre-Joseph Proudhon dans Qu'est-ce que la propriété ?. Les communs forment une troisième catégorie, intermédiaire ou à part, par rapport à la propriété publique et à la propriété privée. Elinor Ostrom, Prix Nobel d’économie pour ses travaux sur les biens communs, utilise le terme de « faisceaux de droits » pour caractériser la propriété commune.
Selon Benjamin Coriat, il ne faut pas confondre un « commun » avec un « bien commun ». Un bien commun est quelque chose qui appartient à tous mais qui n'est pas forcément géré comme un commun ; ainsi, « […] l’atmosphère appartient à tous. C’est un « bien commun », mais pour autant ce n’est pas un commun. Car, malgré les quelques réglementations mises en place, il n’y a pas de gouvernance permettant de gérer les effets de serre et les émissions de CO2 ».

## Histoire
Le droit romain utilisait les concepts de res nullius ou res extra patrimonio, objets juridiques extérieurs aux biens patrimoniaux, parmi lesquels se trouvaient les res publicae (le domaine public, tels les fleuves navigables) et les res communes (littéralement les « biens [ou choses] communes » : ce qui appartient à tous, ce que nul ne peut s'attribuer au détriment d'autrui, tels les rivages, les mers, les océans...).
On retrouve ce terme juridique romain dans la notion anglaise traditionnelle de la « terre commune » (common lands, en anglais) de laquelle dérive le terme « communs » (commons). Cependant, si les common lands étaient probablement possédées collectivement par une entité légale, la Couronne ou une personne seule, ils étaient soumis à différentes règles de gestion et d'usage concernant par exemple le pâturage, la chasse, la coupe de bois, de branchages, la collecte de résine, etc.
Le terme « communs » dans la théorie économique moderne en est venu à désigner une ressource naturelle ou culturelle accessible à tous les membres d'une société : air, eau, terres habitables...
L'échec dit de la « tragédie des communs » est une métaphore qui s'est répandue aux débuts des sciences économiques, au XVIIIe siècle. Les premiers écrivains et scientifiques économistes soutenaient que la Révolution agricole britannique et les lois de la réforme agraire étaient en faveur d'une propriété unifiée de la terre. Ils ont tenté de se débarrasser des droits d'usage traditionnels des commoners et utilisé la tragédie des communs qui se trouvait être une métaphore adaptée. Ils ont cité entre autres la polémique d'Aristote contre la Polis de Platon dans le sens où « la propriété de tout le monde n'est la propriété de personne » et respectivement « le bien le plus partagé est le moins gardé ». Le conflit autour de la dissolution des communs traditionnels a joué un rôle clé sur l'aménagement du paysage et les modèles de propriété et d'utilisation coopérative des terres.
Plus tard, d'autres économistes, notamment Elinor Ostrom en travaillant sur la théorie de l'action collective et la gestion des biens communs et des biens publics (matériels ou immatériels), et dans le cadre de la « nouvelle économie institutionnelle », ont montré qu'en réalité depuis la préhistoire, de nombreux groupes humains de par le monde ont réussi à développer des systèmes de gestion collective de ressources pas, peu, difficilement, lentement ou coûteusement renouvelables (terres cultivables, ressources en gibier, en poissons, en bois et en eau potable ou d'irrigation notamment). En 2009, Elinor Ostrom a été la première femme à recevoir le « prix Nobel » d'économie (avec Oliver Williamson) « pour son analyse de la gouvernance économique, et en particulier, des biens communs »,. Ses travaux développent l'idée que le meilleur gage de préservation de certaines ressources en est une gestion partagée et négociée. Ce mode de gestion se révélerait dans certains cas plus efficace que la propriété privée ou publique, par exemple pour gérer l'eau ou les semences, et serait particulièrement approprié pour penser la préservation des ressources environnementales ou des connaissances numérisées — deux domaines où la question de la propriété ne serait pas pertinente.
En 2015, Silvia Federici développe, sur la base de ses travaux sur les communs autochtones et sa vision critique et politique des communs, une définition en huit points :
- des espaces autonomes, cherchant à dépasser les divisions & à créer les conditions nécessaires à l'autogestion ;
- l'existence d'une propriété collective, sous la forme de ressources naturelles ou sociales partagées, accessibles à toutes et tous sans aucun distinction, mais qui ne peuvent être vendues ;
- une nature non pas des choses mais de relations sociales à travers une mise en commun et des liens de solidarité ;
- un fonctionnement sur la base de règles établies qui stipulent comment utiliser et préserver la richesse commune, les droits et les devoirs des communeuses et communeurs ;
- l'impossibilité d'exister sans communauté ;
- le fondement sur la coopération sociale, les relations de réciprocité et la responsabilité à l'égard de la reproduction de la ressource partagée ;
- la structuration autour de prises de décisions collectives, pouvoir de base découlant de compétences attestées, ainsi que sur la rotation des fonctions de pouvoir ;
- une perspective qui encourage l'intérêt commun dans tous les aspects de la vie & de l'action publique.

En France, la Crise économique liée à la pandémie de Covid-19 met à l'ordre du jour une société où les communs pourraient être d'ordre constitutionnel.
Une proposition de loi constitutionnelle, dite « Construire le monde d'après », présentée par la sénatrice Nicole Bonnefoy et « visant, face à la crise actuelle, à construire le monde d’après fondé sur la préservation des biens communs » a été discutée au Sénat le 10 décembre 2020[source secondaire souhaitée].

## Classification

### Les communs physiques

#### Communs de l'eau
Les usages de l'eau sont généralement organisés comme des communs.
Au XIXe siècle en France, la conceptualisation des systèmes d'irrigation comme des ressources naturelles par les ingénieurs des Ponts et Chaussées s'est faite contre la gestion en commun de ces systèmes par leurs usagers au sein des associations syndicales,.

#### Communs forestiers et paysagers
Les bois peuvent être gérés en communs par leurs habitants ou usagers.
Chez les paysans européens du second millénaire, les usages et la gestion des bois en communs ont existé comme compromis avec les seigneurs féodaux, puis ont connu des évolutions vers plus d'autonomie lors des révolutions nationales, avant d'être progressivement démantelés par les transformations capitalistes des sociétés européennes,,.
Au Brésil, les quilombos gèrent leurs forêts de manière commune. Au Cameroun, le modèle des forêts communautaires répond aussi au concept des communs forestiers.
Certaines critiques dénoncent que les pouvoirs internationaux déclarent les forêts tropicales comme des patrimoines communs de l'humanité: il ne s'agirait là pas de communs populaires mais d'une continuation de l'extraction coloniale du bois,.
Outre les bois, d'autres aspects des terres peuvent être mis en communs, ce qu'on peut appeler des « communs paysagers ». Ainsi, le pâturage de montagne peut être organisé comme un commun.

#### Communs négatifs
Parmi les communs environnementaux et en plus des communs évoqués par Elinor Ostrom comme les cours d'eau, les forêts, les pâturages, les zones humides, on peut considérer des communs dits négatifs. Selon le chercheur Alexandre Monnin on peut appliquer la notion de communs négatifs à la gestion des centrales nucléaires abandonnées. Cette notion serait apparue à la suite de l'accident nucléaire de Fukushima.
La notion de commun négatif se rapproche de celle de communs latents de Anna Tsing.

#### Communs urbains
D'après Daniela Festa dans un article paru dans Géoconfluences, les communs urbains désignent les biens ou services, publics ou privés, dont le « caractère commun dépend des fonctions qu'ils peuvent remplir socialement ». Il peut s'agir aussi bien de parcs, de friches, de places publiques, de services urbains, des logements sociaux ou du traitement des déchets. On peut aussi parler de reconstitution de biens communs quand il s'agit de récréer des expériences de partage du passé comme le partage d'un four à bois ou « via les réseaux alimentaires alternatifs comme les potagers collectifs ». Un exemple de communs urbains est le Bâtiment 7 de Pointe-Saint-Charles au Québec.
Contrairement à la théorie économique sur l'accès des ressources dites rivales d'Elinor Ostrom, les communs urbains se caractérisent par l'absence de rivalité et un accroissement de la valeur (économie) par l'intensité de son utilisation. Les communs urbains respectent les principes de base des communs. Ils partagent également les mêmes contradictions que les autres communs, mais de manière « hyperconcentrée » en raison de la centralité de la ville dans les dynamiques d'accumulation et de dépossession propres au néolibéralisme et de la densité intrinsèque qui multiplie les interactions , la production de valeur, les relations de conflits et de coalition entre les sujets. La spécificité des communs urbains réside également dans le fait qu'ils sont une solution au conflit d'usage de l'espace urbain.
Par ailleurs, le caractère commun n'est pas toujours défini et stable en raison des différents intérêts qui se coalisent dans l'usage et la prise en charge des communs et des communautés, qui se superposent mutuellement au fur et à mesure de leur implication dans les communs. Par exemple, les jardins collectifs sont un lieu de production alimentaire pour les uns mais un lieu de socialisation ou de communication pour d'autres. Des exemples de communs alimentaire sont fournis par l'association Vergers urbain.
Des initiatives se font jour, pour demander davantage de pistes cyclables et partant, respirer un air plus pur. La résistance contre la société de la voiture est un pas en direction de la réappropriation des communs que constituent les routes et la voirie.

#### Communs de la santé
Les biens de la santé sont généralement des communs,. Ainsi, les principes actifs des médicaments sont des biens communs.
Par ailleurs, les produits du corps humain comme le sang, la moelle osseuse, le lait, le sperme, les cornées, les os, la peau et les organes sont hors du commerce et sont généralement gérés par leurs usagers dans l'intérêt du bien commun.
Dans les hôpitaux français, l'implication des acteurs de terrain dans la gestion des financements rapprocherait le système hospitalier d'un commun.

### Communs immatériels

#### Communs de la connaissance
Les communs n'évoquent pas que des biens matériels, mais se réfèrent également aux biens immatériels. La connaissance est l’action, le fait de comprendre, de connaître les propriétés, les caractéristiques, les traits spécifiques de quelque chose. L’une des caractéristiques de la connaissance, qui incite à la considérer comme un commun est son caractère additif. Hervé Le Crosnier, chercheur en Sciences de l’information et de la communication (SIC), nous dit en ce sens : « la valeur même d’une connaissance dépend de la façon dont elle est reprise, utilisée, améliorée, adaptée et sert in fine de support à la création de nouvelles connaissances. » Valérie Peugeot confirme qu’il résulte des communs un bénéfice pour le savoir car « le savoir humain grandit par accumulation, par sédimentation, de façon incrémentale et il n’est de connaissance qui ne soit nourrie des découvertes et idées des générations précédentes ». Montaigne, dans ses Essais sur l’éducation, valorisait cette appropriation subjective des connaissances qui contribue à en faire éclore des nouvelles : « Les abeilles pilotent deçà delà les fleurs, mais elles en font après le miel, qui est tout leur ; ce n’est plus thym ni marjolaine : ainsi les pièces empruntées d’autrui, il les transformera et confondra, pour en faire un ouvrage tout sien, à savoir son jugement. Son institution, son travail et étude ne vise qu’à le former ».
La question des communs de la connaissance ne se résume donc pas uniquement à l'accès aux ressources, mais à leur libre diffusion et leur développement permanent.
Les communs de la connaissance sont proches de ce que Philippe Aigrain nomme les « communs informationnels ». Le terme « information » fait allusion à la nature immatérielle du bien en question (par contraste avec les biens communs physiques) mais le terme « connaissance » insiste davantage sur les processus intellectuel et collectif.
La connaissance est un bien non rival, au sens où la consommation par une personne ne diminue pas la part d'une autre. Cette caractéristique l'oppose aux communs matériels. Dans le cas de la connaissance, le partage et la diffusion permettent d'enrichir la ressource, contrairement à un bien rival, que la démultiplication des consommateurs risque d'appauvrir.

##### Rôle du numérique
Cette accumulation des savoirs visant leur appropriation et leur développement s’est grandement développée avec l’avènement du numérique. « Le numérique a été le vecteur de la construction de communs de la connaissance, ou communs immatériels ».
Les outils techniques et de création permettent aujourd’hui non seulement une diffusion et le partage de connaissance, mais également de coordonner et de mettre en action coopérativement des individus pour produire ses savoirs. L’un des communs de la connaissance les plus connus du grand public reste à ce jour Wikipedia.
Il devient alors possible de penser les communs de la connaissance à l’échelle du monde selon Hervé Le Crosnier. L’en-commun définit par l’historien Achille Mbembé est perçu comme une dynamique collective qui transcende la ressource (le « bien » lui-même) en un commun rendu possible à l’échelle du monde, la numérisation fluidifiant non seulement le transfert du savoir lui-même (rôle traditionnel de l’école) mais également le support de ce savoir (livre, enregistrement sonore ou vidéo, et de plus en plus documents électroniques).

##### Enclosures
Limiter la circulation des connaissances paraît comme le démontre Hervé Le Crosnier, contraire à l’intérêt général car priverait alors l’émergence de nouvelles connaissances. L’exemple de la médecine est criant. Ne pas laisser circuler le savoir médical ou les médicaments, pourrait alors freiner la recherche et empêcher l’amélioration du bien-être mondial.
Cependant, si le numérique a facilité techniquement cette mise en commun des connaissances, la nature des savoirs et des cultures est complexe et vient compliquer cette action.
Le savoir possède à la fois le caractère d’un « bien public » au sens économique (l’usage par l’un ne diminue en rien celui de l’autre), mais possède également la spécificité d’un bien qu’on ne peut pas ôter à une personne (on ne peut pas me retirer ce que je sais). Il est également bardé de droits de propriété. Là où il y a communs il y a souvent « enclosure ». Les communs de la connaissance renvoient aux questions de droit d’auteur, d’accès au document et à l’information. La naissance des licences Creative Commons permet de régler le problème de droit d'usage. Ces licences vont au-delà des règles juridiques, elles symbolisent également la volonté de construire un espace de partage.
En définitive introduire les communs sur les connaissances permet de penser autrement les problématiques de diffusion et d'appropriation qui ont été bousculées par l'avènement du web et la numérisation des données.
Les communs ne sont pas seulement des ressources, c'est un mode de gouvernance qui s'organise selon un triptyque qui englobe les ressources elles-mêmes, la communauté qui les gère et les règles de gestion édictées.
Pour élaborer ces règles, les membres de la communauté concernée doivent faire entendre leurs arguments individuels, les confronter et trouver des points de consensus. Les communs de la connaissance impliquent la participation active des acteurs, ils relient individu et collectif, développement individuel et pouvoir d’agir collectif.
Dans la construction des communs de la connaissance, l’école à son rôle à jouer, c’est ce dont nous parle l’ouvrage de Marion Carbillet et Hélène Mulot.

#### Communs de service
L'universitaire Thomas Perroud propose en 2023 d'élargir la notion de commun, qui concerne habituellement les biens, aux services, plus spécifiquement aux services publics. Dans son analyse, les communs permettent de repenser leur gouvernance, même si les communs (notamment analysés et définis par Elinor Ostrom) et les services publics ont des différences importantes. Les principales sont les suivantes : les communs (selon Ostrom) concernent des communautés limitées et sont administrés de manière horizontale alors que les services publics ont pour mission d'être accessibles à un public indéfini et sont administrés de manière verticale. L'auteur propose une troisième voie[Laquelle ?], qu'il appelle la « coopérative de service public ».

## Système organisationnel
Du point de vue de l'organisation sociale, un commun est un système ouvert. Il nécessite la mise en place de mécanismes spécifiques pour faciliter la contribution des personnes qui auraient envie de contribuer envers le commun (appelées alors contributeur/rices), et penser les règles et la gouvernance pour rendre le commun résilient (et donc la ressource pérenne). Fortement liées aux valeurs, les règles et la flexibilité autour du commun se définissent ensemble de façon progressive. 

### Territorial
Une ressource territoriale est un système qui contient plusieurs ressources qui forment un tout. Cela fait donc davantage sens de gérer ces ressources ensemble.
Exemples :
- Une forêt (arbres, fleurs, plantes, champignons, animaux...)
- Un lac (végétation, eau, animaux...)
- Un lotissement de maisons

### Ressource
Elle se veut la plus ouverte possible, soit gérée de manière transparente et commune en vue de :
- favoriser la contribution de tous ;
- faire en sorte que la ressource ne soit pas accaparée par un groupe d'individus ;
- favoriser sa duplication.

### Modèles contributifs

#### Couple contribution/rétribution
La résilience d'un commun provient avant tout de l'activité de sa communauté, quand quelqu'un agit et produit de la richesse envers un commun, cette action est appelée « contribution », c'est la base de la relation de la communauté envers le commun. Pour mettre en place un système efficace de contribution, il faut faire en sorte que la ressource soit partagée, accessible et appropriable par le plus grand nombre. L'important est d'avoir une ressource ouverte.
Quand une personne crée de la richesse vers un commun (contribution) on peut mettre des mécanismes de « rétribution » au sein de ce dernier. C'est-à-dire un échange de richesse du commun vers la personne ; ça peut être de la nourriture, de l'argent, un service, etc. Les rétributions sont particulièrement importantes lorsque les membres de la communauté ne sont pas les utilisateurs direct du commun dont ils prennent soin. Lorsque les contributeurs sont bénéficiaires directs de la valeur offerte par le commun, ils peuvent décider de contribuer sans rétribution directe au titre des avantages qu'ils tirent de la ressource. Par exemple, Wikipédia ne rétribue pas ses rédacteur/rices directement, mais quand on donne du temps pour ajouter des données sur la plateforme, nous pouvons nous-mêmes par ailleurs profiter de la richesse accumulée dans cette dernière, et si personne ne donnait de son temps cela ne serait pas possible. Donc ici la rétribution de chaque contributeur est d'avoir une encyclopédie complète, gratuite et libre. En libérant la connaissance, cela nous permet aussi d'utiliser la connaissance libérée par les autres.

#### Couple usage/réciprocité
Celles et ceux qui accèdent au commun ne sont pas forcément des contributeurs. La communauté qui prend soin de la ressource peut mettre en place des systèmes de réciprocités vis-à-vis de la ressource dans l'optique d'assurer sa pérennité. Ainsi des acteurs marchands qui souhaitent exploiter le commun dans le cadre de leurs activités marchandes peuvent proposer des réciprocités à la ressource en échange de cet usage et ainsi s'inscrire dans un bon entretien de la ressource, sans participer directement à son entretien ou son développement.

#### Modèles contributifs
Ces pratiques de travail, de collaboration et d'échanges sont appelées les modèles contributifs ou économie de la contribution. 

#### Théoriciens significatifs
- Yochai Benkler
- David Bollier
- Barry Commoner
- Benjamin Coriat
- Pierre Dardot
- Silvia Federici
- Henry George
- Gaël Giraud
- Garrett Hardin
- Michael Hardt
- David Harvey
- Christian Laval
- Lawrence Lessig
- William Morris
- Toni Negri
- Elinor Ostrom
- Raj Patel
- Kenneth Rexroth
- Gerrard Winstanley
- Michel Bauwens
- Olivier Zablocki